# Oreonoma submarmorata
Oreonoma submarmorata är en fjärilsart som beskrevs av W. Warren 1904. Oreonoma submarmorata ingår i släktet Oreonoma och familjen mätare. Inga underarter finns listade i Catalogue of Life.